# Stojan Vujnović
Stojan Vujnović zvani Srbin (1953. – 11. rujna 1992.) je bio pukovnik Hrvatskih obrambenih snaga tijekom Domovinskog rata.

## Biografija
Rođen je u selu Andrijaševci pokraj Vinkovaca. Oženio se i dobio kćer. Početkom rata u Hrvatskoj priključuje se postrojbama vinkovačkog HOS-a. Sudjelovao je mnogim borbama u oklici Vinkovaca (Komletinci, Mala Bosna, Nijemci) i ubrzo postao zapovjednik jednog od vodova vinkovačkog HOS-a. Nešto prije pada Vukovara u srpske ruke, 16. studenog 1991. sudjeluje u protunapadu Hrvatske vojske na srpske položaje čime je spriječen pad Komletinaca. Zbog svog imena i prezimena koja podsjećaju na srpska, dobio je nadimak Srbin.
Nakon potpisivanja Sarajevskog primirja 3. siječnja 1992. sukobi u Hrvatskoj se privremeno smiruju i Vujnović, kao iskusan vojnik, postavljen je od strane vodstva Hrvatske stranke prava za zapovjednika II. bojne HOS-a "Ante Paradžik", koja je djelovala u Bosanskoj Posavini, sa sjedištem u Domaljevcu. Pri tome mu je i dodijeljen čin pukovnika.
Sama postrojba koja mu je dodijeljena nije bila veličine bojne, čak je bila i manja od satnije. II. bojna HOS-a "Ante Paradžik" neslužbeno je bila u sastavu 104. brigade HVO-a ali je na bojištu djelovala samostalno.
II. bojna HOS-a "Ante Paradžik" bila je nacionalno vrlo mješovita postrojba, u njoj je bilo stranaca iz mnogih europskih zemalja, ali i nekoliko iz arapskih zemalja, koji su bili okupljeni u vodu "Allahu Ekber". I u ostatku 104. HVO brigade bilo je mnogo stranih dobrovoljaca.
11. rujna 1992. Vujnović je u krenuo kombijem u kratak posjet kući u Grebnice, dvije osobe u maskirnim odorama su ispalile na vozilo nekoliko tromblonskih mina. Vujnović je ubijen na mjestu, a njegova suputnica Lenka Perić je ranjena. Uspjela je doći do obližnjih položaja HOS-a kod Lijeskovca i ispričati borcima što se dogodilo. HOS-ovci su došli do kombija ali ubojice nisu otkriveni.
Lenka je u pratnji HOS-ovaca prevezena u Đakovo u bolnicu te je kasnije nestala. Vujnović je nekoliko dana kasnije pokopan u rodnom mjestu.

## Kasnije
HOS-ovci su iznijeli teoriju da je Vujnovića ubio HVO, no to nije potvrđeno. HVO je iznio mogućnost djelovanja srpskih diverzanata koji su ubili Vujnovića. Postoji i priča da je Vujnović ubijen jer je trebao preuzeti zapovjedništvo nad 104. HVO brigadom. O atentatu postoji dokument Ministarstva obrane RH, koji je potpisao brigadir Josip Perković. Ubojice nikada nisu otkriveni.
Po želji pripadnika postrojbe, II. bojna "Ante Paradžik" promijenila je ime u II. bojna "Stojan Vujnović Srbin" - jedinica specijalne namjene. U prosincu 1992. postrojba je dobila i zasebnu oznaku na kojoj se nalazi Vujnovićev lik. II. bojna "Stojan Vujnović Srbin" ukinuta je u veljači 1993. a ljudstvo je prešlo u sastav 104. HVO brigade.
U novije vrijeme Vujnovića se povezuje s ubojstvom srpske obitelji Olujić u Cerni kod Vinkovaca 17. veljače 1992. Vujnovića je s ubojstvom povezao optuženi Mario Jurić koji od početka sudskog postupka tvrdi kako su članove obitelji Olujić ubile osobe koje su on i ostali optuženici zatekli u kući Olujićevih na dan ubojstva obitelji, među kojima se navodno nalazio i Vujnović. Radi usporedbe DNK pronađene u kući s Vujnovićevom, Sudsko vijeće županijskog suda u Vukovaru 16. siječnja 2008. naložilo je ekshumaciju Vujnovićevih posmrtnih ostataka.

## Vanjske poveznice
Marijan Iljazovic
- Robert Šilić